# Чарыяров, Сердар Чарыевич
Сердар Чарыевич Чарыяров (туркм. Serdar Çaryýewiç Çaryýarow, 1943, с. Ясман-Салык, Ашхабадский район, Ашхабадская область, Туркменская ССР, СССР) — туркменский государственный деятель, министр внутренних дел Туркменистана (1990 — 1993).

## Биография
Родился в 1943 году в селе Ясман-Салык Ашхабадского района Ашхабадской области Туркменской ССР СССР.
Получил два высших образования, окончив Туркменский политехнический институт и Высшую школу КГБ СССР им. Дзержинского (г. Москва)
Свою трудовую деятельность начал на Безмеинской ГРЭС в 1965 году, проработав на электростанции до 1974 года, сначала начальником смены, затем — дежурным инженером и заместителем начальника электроцеха.
В 1974 — 1977 годах — на работе в партийных органах: являлся секретарём Безмеинского горкома Коммунистической партии Туркменистана.
После окончания в 1979 году Высшей школы КГБ СССР работал в органах республиканского КГБ, в 1988 — 1990 годах возглавлял Управление КГБ Туркменской ССР по Ташаузской области.
С 17 сентября 1990 по 2 апреля 1993 года — министр внутренних дел Туркменистана. По мнению независимой неправительственной организации Туркменский Хельсинкский Фонд во время руководства министерством внутренних дел Чарыяров курировал работу всех силовых ведомств страны.
По экспертным оценкам, которые, однако, отрицались официальными органами власти республики, после назначения Чарыярова на должность министра, в Туркменистане значительно вырос уровень преступности. Согласно одной из публикаций в Интернет-издании «Хроника Туркменистана» в качестве руководителя органов внутренних дел Чырыяров «первое, что он сделал, уволил русскоязычных сотрудников и тех, кто имеет два высших образования».  После назначения Чарырова министром внутренних дел были почти полностью прекращены контакты местных правоохранительных органов с московскими, в том числе в части борьбы с распространением наркотиков.
Либеральное отношение руководства Туркменистана, в том числе, неоднократно высказанное лично Сапармуратом Ниязовым, привело к резкому увеличению числа наркозависимых в стране. Бывший министр иностранных дел Авды Кулиев приводил мнение, согласно которому именно Чарыяров извлёк значительную финансовую прибыль и был напрямую причастен к попаданию на подпольный рынок страны наркотиков, ранее арестованных на границе Туркменистана.
Президент Туркменистана Ниязов, недовольный криминогенной обстановкой в стране, 15 апреля 1992 года провёл по данному вопросу встречу с руководителями органов правопорядка, в связи с чем вскоре был арестован (и впоследствии расстрелян) один из лидеров криминальных группировок страны, «вор в законе» Аймурад Нурыев. После заявления Нурыевым на допросе о покровительстве, оказывавшемуся ему крупными руководителями страны, в правительстве Туркменистана последовал ряд перестановок: заместители председателя кабинета министров Хан Ахмедов,  Ниязклыч Нурклычев и Ата Чарыев, были назначены послами соответственно в Турцию, Россию и Иран.
2 апреля 1993 года Сердар Чарыяров уволен в связи с переходом на другую работу. По неофициальным источникам причиной отставки Чарыярова стал наркозависимый сын.
В дальнейшем занимал должность начальника Управления подготовки специалистов вооружённых сил Министерства обороны Туркменистана.
После перенесённой в 1997 году операции на сердце президент Туркменистана Сапармурат Ниязов заподозрил Чарыярова в намерении осуществить государственный переворот с целью последующего захвата власти. В связи с этим 23 июня 1997 года Ниязов отправил Чарыярова в отставку, лишил всех ранее присвоенных званий, материальных и иных льгот, предусматривавшихся законодательством страны для военнослужащих, и уволен из вооружённых сил. Официальной причиной отставки были объявлены «серьёзные недостатки и упущения, допущенные по службе, а также проявленную личную нескромность».
В 2003 году некоторые средства массовой информации сообщили об увольнении и аресте Сердара Чарыевича Чарыярова в связи с обвинением его в организации покушения в 2002 году на президента Ниязова. Однако, это сообщение было ошибочным, так как данное обвинение было в действительности предъявлено начальнику генерального штаба Сердар Меретмухаммедович Чарыяров.

## Воинские звания
- генерал-лейтенант (разжалован в 1997 году)